# Ossimi
L'Ossimi, parfois nommée Ausemy, Ausimi ou Meraisi, est une race ovine d’Égypte élevée pour sa viande et sa laine. C'est l'une des trois principales races du pays avec la Rahmani et la Barki. Elle fait partie du groupe des moutons à queue grasse.

## Origine et aire de distribution
L'Ossimi fait partie des races principales du pays mais elle est aussi la plus répandue en termes d'aire de répartition. La race est originaire de Giza et a été nommée d'après la ville d'Ossim, près du Caire. Elle est surtout présente dans la Basse-Égypte, dans la vallée du Nil et dans le delta. Elle est également présente dans les oasis à l'ouest de la vallée du Nil.

## Description
Ce mouton de taille moyenne porte une toison de laine grossière blanche et a la tête d'un brun-rouge. Il peut aussi avoir le cou et les pattes bruns ou couverts de taches brunes. La laine est absente de la tête, des pattes et du ventre. Sa queue grasse est lourde, tordue et de forme ovale. Le poids de celle-ci peut représenter entre 2,5 et 4 % du poids total de l'animal. Le bélier porte des cornes mais elles sont absentes chez les brebis. Les oreilles sont pendantes et mesurent une quinzaine de centimètres.

## Élevage et production
L'Ossimi fait preuve d'une grande adaptabilité. Il est élevé au sein de petits troupeaux, principalement pour sa viande d'agneau. Dans la vallée du Nil, il pâture du trèfle d'Alexandrie (Trifolium alexandrinum) en hiver et le reste des récoltes après les moissons,. Bien adapté à la chaleur de la zone subtropicale, il lui arrive de se reposer et de ruminer en plein soleil alors que d'autres races chercheront à s'abriter à l'ombre. Les brebis peuvent se reproduire à n'importe quel moment de l'année ; elles ont juste une courte période d'anoestrus de 2 à 3 mois. Elles peuvent avoir leur premier agnelage à partir de 15 mois. Elles ont en général un agneau mais ont des jumeaux dans 17 % des cas,. Des études ont démontré une meilleure productivité de la race parmi les troupeaux élevés en Moyenne-Égypte. Les moutons sont engraissés sur une période de 10 à 12 mois. L'engraissement est surtout concentré les mois précédents la fête de l'Aïd al-Adha.
La production de laine est secondaire. Un animal peut fournir entre 1,4 et 1,6 kg de laine une fois celle-ci nettoyée. La longueur de la fibre varie entre 14,5 et 19 cm. De mauvaise qualité, elle est surtout utilisée pour fabriquer des tapis. Les brebis peuvent produire entre 42 et 65 kg de lait sur 4 mois mais cette production reste mineure,.
En 1995, elle était la première race du pays en nombre d'individus ; sa population était supérieure à 1 000 000 de têtes. En 2016, elle est passée seconde derrière la Rahmani ; sa population chutant à 514 000 têtes.

## Amélioration de la race
Des essais pour améliorer la race ont été faits dès les années 1940 avec diverses races européennes. En 1974, l’État égyptien a mis en place un programme pour améliorer les races Ossimi et Rahmani. Le but était d'améliorer leur productivité en les croisant avec la Finnoise, une race hollandaise,.

#### Ouvrages
- (en) Valerie Porter, Lawrence Alderson, Stephen J.G. Hall et D. Phillip Sponenberg, Mason's World Encyclopedia of Livestock Breeds and Breeding, CABI, avril 2016, 1200 p. (ISBN 978-1-84593-466-8, BNF 45071728, lire en ligne), p. 877

#### Articles
- (en) Ibrahim Fayez Mahmoud Marai, Ahmed Hassan Daader et Layla Bekir Bahgat, « Performance traits of purebred Ossimi and Rahmani lambs and their crosses with Finnsheep born under two accelerated mating systems », Research Institute for the Biology of Farm Animals (FBN),‎ 2009, p. 497-511 (ISSN 0003-9438, lire en ligne)
- (en) Abdullah Ghazy, « Genetic Diversity and Distances of Three Egyptian Local Sheep Breeds Using Microsatellite Markers », Research in Zoology,‎ 2013, p. 1-9 (ISSN 2325-002X, DOI 10.5923/j.zoology.20130301.01, lire en ligne)